# Goodenia eatoniana
Goodenia eatoniana är en tvåhjärtbladig växtart som beskrevs av Ferdinand von Mueller. Goodenia eatoniana ingår i släktet Goodenia och familjen Goodeniaceae. Inga underarter finns listade i Catalogue of Life.